# Fransson (serie)
Fransson (original Moose & Molly) är en amerikansk tecknad humorserie av tecknaren Bob Weber (1934-2020), skapad 1965.
Fransson är en odugling och är fruktansvärt lat. Han irriterar sina grannar och sin omgivning.